# Tioplasty
Tioplasty, tiokole, kauczuki polisiarczkowe, kuczuki wielosiarczkowe - to syntetyczne kauczuki, otrzymywane w wyniku polikondensacji dichloropochodnych węglowodorów i estrów z wielosiarczkiem sodu. 
Po zwulkanizowaniu są odporne na działanie czynników atmosferycznych, olejów, benzyn, rozpuszczalników. Ich wadą jest duża ścieralność oraz przykry zapach. Stosowane m.in. do wyrobu powłok, kabli, klejów oraz modyfikacji żywic epoksydowych.